# Габријела Бергхофер
 Габријела Бергхофер (рођена 26. јуна 1963.) је аустријска параолимпијска скијашица и атлетичарка. Представљала је Аустрију у алпском скијању, нордијском скијању и атлетици на Зимским и Летњим параолимпијским играма. Освојила је укупно седам медаља укључујући једну златну, три сребрне и три бронзане медаље.

## Каријера
Такмичила се на Летњим параолимпијским играма 1980 . Завршила је на четвртом месту у категорији Б петобоја, са 4105 бодова,
Такмичила се и на Летњим параолимпијским играма 1984 . Бергхофер је освојила златну медаљу у петобоју са 2014 поена, и бронзану медаљу у бацању кугле резултатом 7,35 м иза Џенет Роули са 9,14 м и Мишел Месиџ са 8,51 м.